# 娜絲亞·哈桑
娜絲亞·哈桑（烏爾都語：نازیہ حسن，英語：Nazia Hassan，1965年4月3日—2000年8月13日）是一名來自巴基斯坦的女歌手、律師及社會活動家。娜絲亞10岁出道，很快便成為巴基斯坦和印度影響最深遠的歌手之一。她因此被稱為南亞的「流行天后」（Queen of Pop）。她憑著英語歌曲「Dreamer Deewane」成为首名登上英国官方榜单公司的巴基斯坦歌手。
除外，娜絲亞在1991年擔任联合国儿童基金会的文化大使。2000年8月13日，她在英國倫敦因肺癌逝世，終年35歲。

## 外部連結
- 娜絲亞·哈桑在互联网电影资料库（IMDb）上的資料（英文）